# Bryconaethiops microstoma
Bryconaethiops microstoma е вид лъчеперка от семейство Alestidae. Видът не е застрашен от изчезване.

## Разпространение и местообитание
Разпространен е в Ангола, Габон, Демократична република Конго, Екваториална Гвинея, Камерун, Танзания и Централноафриканска република.
Обитава сладководни басейни, лагуни, реки и потоци.

## Описание
На дължина достигат до 17,2 cm.